# Long, Long, Long
Long, Long, Long è un brano musicale dei Beatles contenuto nell'album The Beatles (meglio noto come White Album o Album Bianco) pubblicato nel 1968.

## Il brano

### Origine e storia
L'autore della canzone è George Harrison, che la scrisse ispirato dall'ascolto del brano di Bob Dylan intitolato Sad Eyed Lady of the Lowlands, che occupava un'intera facciata di Blonde on Blonde, il suo celebre album doppio del 1966.
George era rimasto affascinato dai passaggi dal Re al Mi minore al La e quindi nuovamente al Re, e voleva scrivere qualcosa di simile. Scribacchiò un testo sulle pagine di un diario del 1968 e lo chiamò It's Been A Long, Long, Long Time, che divenne il titolo provvisorio del brano.
Il testo può far pensare a una semplice canzone d'amore scritta da qualcuno che abbia perso e quindi ritrovato l'oggetto del proprio amore ma, secondo quanto affermato dallo stesso autore nelle pagine della sua autobiografia I Me Mine, il "tu" del quale si parla nel brano è Dio; la cosa non stupisce più di tanto, visto che George era stato il primo dei Beatles a mostrare interesse per le religioni orientali e fu l'unico a mantenere vivo tale interesse anche dopo che gli altri, al ritorno dall'India, mostrarono un cospicuo disincanto nei confronti del Maharishi.
Harrison iniziò la stesura di Long, Long, Long durante il soggiorno dei Beatles in India tra il febbraio e l'aprile 1968. Fu una delle molte canzoni che segnarono il ritorno di George alla chitarra come suo strumento principale, dopo l'infatuazione per il sitar indiano nel 1966. Questo fatto coincise con un nuovo, prolifico periodo di scrittura musicale.
Dietro suggerimento di Harrison, i Beatles si recarono a Rishikesh per studiare meditazione trascendentale sotto la guida del guru Maharishi Mahesh Yogi. I quattro membri del gruppo partirono separatamente dall'Inghilterra, tra il 1º marzo e il 12 aprile, tuttavia, le loro differenti esperienze con il Maharishi nel periodo contribuirono alla divisione che pervase il gruppo al loro ritorno. Harrison continuò comunque il suo percorso spirituale, posizione che lo isolò dagli altri membri della band.

### Registrazione
Alla fine della canzone, un fortuito incidente di studio diede origine a una sorprendente conclusione. Quando Paul McCartney suonò una nota profonda sull'organo Hammond, una bottiglia di vino incidentalmente poggiata sull'altoparlante Leslie dell'organo cominciò a vibrare. Il tremolio, percepibile sul canale destro, invece di essere rimosso in fase di mixaggio, venne fatto risaltare, attorniato com'è da alcune note di organo di Paul, una rullata di Ringo e la voce lugubre di George.

## Formazione
The Beatles
- George Harrison - voce raddoppiata, chitarre acustiche
- Paul McCartney - cori, organo, basso
- Ringo Starr - batteria

Altri musicisti
- Chris Thomas - pianoforte